# Jevgēņijs Saproņenko
Jevgēņijs Saproņenko född den 11 november 1978 i Riga, Lettiska SSR, Sovjetunionen, är en lettisk gymnast.
Han tog OS-silver i hopp i samband med de olympiska gymnastiktävlingarna 2004 i Aten.